# Komunistyczna Partia Malajów
Komunistyczna Partia Malajów (ang. The Communist Party of Malaya) – założona w 1927 przez działaczy KP Chin sekcja Międzynarodówki Komunistycznej. Działała głównie wśród chińskiej ludności w Malajach. Po zajęciu w 1942 Malajów przez Japończyków podjęła walkę z najeźdźcą. Kierowana przez nią Narodowa Armia Malajska współdziałała z Brytyjczykami przeciw Japończykom. Po wojnie wywołała w 1948 antybrytyjskie powstanie trwające do 1948. Została wówczas pokonana i rozbita na zwalczające się frakcje.